# ولین دامیانوف
ولین دامیانوف (انگلیسی: Velin Damyanov؛ زادهٔ ۸ اوت ۱۹۸۸) بازیکن فوتبال اهل بلغارستان است.